# Dada (azienda)
DADA S.p.A. è una multinazionale attiva nei servizi di registrazione di nomi a dominio e hosting, email, server, cloud VPS, nonché nei servizi per la protezione del marchio. L'azienda è stata quotata sul listino della Borsa Italiana negli indici FTSE Italia STAR e FTSE Italia Small Cap, dal 2000 fino al delisting nel 2018.

## Storia

### Il boom
L'azienda – il cui acronimo significa Design Architettura Digitale Analogico –
è stata fondata nel 1995 da Paolo Barberis e alcuni amici con il lancio di DADA Web City e la rapida espansione alla pubblicità online, e col tempo è divenuta una internet company che opera a livello globale.
Dall'anno successivo fu attiva come ISP consumer, espandendosi poi ai servizi di web hosting, registrazione domini, ed housing; nel 1999 cessò l'attività di ISP a pagamento, scegliendo di rimarchiare il servizio senza canone della partecipata InterFree.
Lanciò nel 1999 il portale SuperEva (dal 2015 sotto l'amministrazione di Italiaonline),
che fornì agli utenti una vasta gamma di servizi e contenuti via WWW e WAP; il suo successo rese DADA nel suo complesso la decima azienda con più accessi web in Italia ad aprile 2000.
Al 31 maggio 2000 l'azienda contava 87 dipendenti.
Il 29 giugno del 2000, DADA venne quotata al MTAX di Borsa Italiana.
Nei primi anni duemila acquisì il portale Clarence, e nel 2006 la piattaforma di blog Splinder. Gestì inoltre un servizio di vendita di contenuti digitali per cellulari a marchio DADA Mobile e, nell'ambito di SuperEva, un sito di incontri.
Le acquisizioni nell'area domain & hosting, che hanno dato a DADA la configurazione attuale, partono nel 2006 con l'acquisizione della società Nominalia S.L., e di Register.it; nel luglio 2007 DADA completa l'acquisizione di Namesco Ltd..
Il 16 luglio del 2008, DADA acquisisce il Gruppo Amen, operativo in Francia, Spagna e Portogallo nei servizi di domain e hosting.
Nel mese di gennaio del 2010 DADA ha finalizzato l'acquisizione di Poundhost.

### Consolidamento
A metà 2010 lanciò Play.me, un servizio a pagamento di streaming musicale, che tuttavia – assieme al precedente tentativo di espansione nel gioco a pagamento –
si rivelarono economicamente fallimentari.
Fino a giugno 2011 DADA è stata organizzata intorno a 2 aree di business: Dada.pro (servizi professionali per la presenza e la pubblicità in Rete) e Dada.net (i citati servizi consumer). Nel percorso di riorganizzazione strategica che Dada ha intrapreso a partire dall'inizio dell'anno 2011, in cui si inseriscono anche l'uscita dalla società di Barberis e la cessione di Blogo, un network di blog verticali, a Populis Ltd., alla fine del mese di maggio Dada.net è stata ceduta a Buongiorno S.p.A.
Nel 2013 la partecipazione di controllo è passata da RCS alla Orascom TMT Investments facente capo al magnate egiziano Naguib Sawiris.
Sempre nel 2013 è iniziata la costruzione del data center proprietario a Reading, Regno Unito, finalizzata nel 2015.
Il 2015 ha visto anche la cessione di Moqu Adv e di Simply, nonché a luglio, l'acquisizione di Etinet, web factory italiana, e ha portato alla completa focalizzazione del gruppo sul business principale di Domini & Hosting. A luglio 2016 è stata perfezionata l'acquisizione di Sfera Networks, società attiva nei servizi Managed, Cloud, di virtualizzazione e networking.
Al 31 dicembre 2016 il Gruppo DADA contava 458 dipendenti.

### Delisting
A novembre 2017 Dali Italy Bidco S.p.A., società facente capo a HgCapital, ha acquisito da Libero Acquisition Srl (Gruppo Orascom), la partecipazione di controllo di DADA. Conseguentemente, in seguito all'OPA obbligatoria che ha portato il 5 marzo 2018 alla revoca del titolo dalla quotazione presso la Borsa Italiana, Dali Italy Bidco è l'unico azionista della società.

### Fusione
Dal 1º maggio 2019 si è perfezionata la  fusione per incorporazione di Register.it SpA e Dali Italy Bidco SpA in Dada SpA. Da questa data la società incorporante Dada S.p.A risultante dalla fusione con Register.it S.p.A e Dali Italy Bidco S.p.A. ha variato la propria denominazione in Register S.p.A.

## Azionisti
- Dali Italy Bidco Spa - 100%